# بن-ستريب
بن-ستريب أو بنسلين-الستربتوميسين هو مزيج من مُركّب بنزيل البنسلين ومُركّب الستربتوميسين الذي يُستخدم على نطاق واسع في زراعة خلايا الثدييات لمنع حدوث التلوث بالبكتيريا.
يتميّز مُركّب البنسلين بأنّه مضاد حيوي من فئة مضادات البيتا-لاكتام، وهو فعال في تثبيط البكتيريا إيجابية الغرام، بينما يتميّز مُركّب الستربتوميسين بأنّه مضاد حيوي من فئة الأمينوغليكوزيدات، وهو فعال ضد معظم البكتيريا سالبة الغرام.

## استخداماته

### استنبات الحلايا
يُوصى باستخدام مُركّب البن-ستريب في تطبيقات زراعة الخلايا بتركيز 10 مل لكل لتر، ويُعد هذا المحلول هو أكثر محاليل المضادات الحيوية استخداماً في حالات استنبات خلايا الثدييات، نظراً لأنّه ليس له أي آثار ضارة على الخلايا نفسها. استُخدم مُركّب البن-ستريب في زراعة الخلايا لأول مرة في عام 1955.
يحتوي محلول البن ستريب على 5000 وحدة من بنزيل البنسلين (ملح الصوديوم) الذي يعمل كقاعدة نشطة، و5000 ميكروغرام من الستربتوميسين (كبريتات) كقاعدة لكل مليلتر في محلول ملحي بنسبة 0.85٪. تُستخدم بشكل عام كمّية تتراوح ما بين 50-100 وحدة من مُركّب البن-ستريب لكل مليلتر من الوسط لتجنب حدوث التلوث أثناء استنبات الخلية، وعادةً ما يكون المنتج التجاري المتاح للبيع بالتجزئة من مُركّب البن-ستريب عمومًا أكثر تركيزًا بمقدار حوالي 100 مرّة.

## المميزات والعيوب
يُعتبر مُركّب البنسلين مضاداً حيويّاً ضيق الطيف للبكتيريا إيجابية الغرام وغير مكلف نسبيًا، ولكنه يمكن أن يتسبّب في إحداث تفاعلات فرط الحساسية، كما أنّه مُركّب غير مستقر في البيئات ذات الأس الهيدروجيني الذي يعكس حامضية عالية أو قلوية عالية. أما مُركّب الستربتومايسين فيتميّز بأنّه مضاد حيوي واسع الطيف ضد البكتيريا سالبة الغرام كما أنه غير مكلف نسبيًا، ولكن يمكن تدميره بسرعة في البيئات عالية القلوية. تكون أوساط زراعة الخلايا بشكل عام محايدة في درجة الحموضة، ولهذا السبب لا يزال مُركّب البن-ستريب مستخدماً على نطاق واسع في عمليّات زراعة خلايا الثدييات. تُستخدم كبريتات الجنتاميسين أو كبريتات الكاناميسين أيضاً بشكل شائع في عمليات استنبات الخلايا للحد من حدوث التلوث بالبكتيريا.